# Irina Pańkina
Irina Aleksandrowna Pańkina (ur. 8 marca 1986 w Majacznym) – rosyjska polityczka, deputowana Dumy Państwowej Federacji Rosyjskiej.

## Życiorys

### Młodość i edukacja
Pańkina urodziła się 8 marca 1986 we wsi Majacznyj w Baszkortostanie (ówcześnie w Baszkirskiej Autonomicznej Socjalistycznej Republice Radzieckiej).
W 2007 roku ukończyła studia prawnicze na Baszkirskim Uniwersytecie Państwowym z tytułem kandydatki nauk.

### Życie zawodowe
W 2007 roku była konsultantką prawną w oddziale Sbierbanku Rossii w Ufie. W latach 2009–2010 była specjalistką w biurze Przedstawicielstwa Republiki Baszkirii przy Prezydencie Federacji Rosyjskiej. Od 2011 roku pracowała jako urzędniczka w Dumie Państwowej Federacji Rosyjskiej.

### Działalność polityczna
W październiku 2021, po wrześniowych wyborach parlamentarnych, objęła mandat deputowanej do Dumy Państwowej Federacji Rosyjskiej 8. kadencji. Została wybrana listy partii Jedna Rosja. Startowała z szóstego miejsca w okręg wyborczym numer 13, obejmującym Baszkirię. Dołączyła do frakcji Jednej Rosji. 12 października 2021 została wybrana pierwszą zastępczynią przewodniczącego Komisji Budownictwa Państwowego i Legislacji.

### Pozostała działalność
Jest członkinią Stowarzyszenia Prawników Rosji, stowarzyszenia rosyjskich prawników. Od października 2021 roku przewodniczy baszkirskiemu oddziałowi organizacji.

## Sankcje
11 marca 2022 została wpisana na listę osób objętych sankcjami przez Wielką Brytanię w związku z popieraniem inwazja Rosji na Ukrainę. 24 marca tego samego roku została również objęta sankcjami przez Departament Skarbu Stanów Zjednoczonych.